# Corrado d'Ivrea
Corrado d'Ivrea detto anche Corrado Cono (935/940 – 997/998) fu il sesto marchese d'Ivrea dal 970, nonché duca di Spoleto e Camerino, almeno dal giugno 996 al 997. Nel 996 gli fu inoltre assegnata, come legato imperiale, la Pentapoli delle Marche.

## Biografia
Corrado era il terzogenito dell'anscaride Berengario II d'Ivrea (900-966), marchese d'Ivrea e re d'Italia, e della bosonide Willa III d'Arles (912-966), figlia di Bosone d'Arles, conte d'Avignone, d'Arles e margravio di Toscana, e di Willa II di Borgogna - figlia di Rodolfo I, re di Borgogna della stirpe dei Vecchi Welfen, e di Willa di Provenza. Corrado era inoltre fratello di Adalberto II (936-974), di Guido, di Rozala d'Ivrea (950-1003), contessa delle Fiandre (968-996) e regina dei Franchi (988-992), di Berta badessa di San Sisto di Piacenza, di Gerberga, moglie del marchese Aleramo e di Gisela monaca benedettina nel 965. Corrado, insieme ai fratelli, fu di discendenza carolingia (3/64 del sangue di Ludovico il Pio), sia per parte materna, sia paterna; inducendo alcuni cronisti dell'epoca, fautori della dinastia rivale di Ottone I di Sassonia, a sollevare sospetti sulle qualità morali della madre Willa, per contestare la legittimità dei figli:
(Vignodelli, Imperial blood, p. 8.)
Come marchese, Corrado resse Milano dal 957 al 963 circa. Corrado aveva tenuto il comitato di Milano, dopo la morte di Liudolfo di Svevia, figlio di Ottone I: «Allora Berengario uccise col veleno Liudolfo e conquistò tutta l'Italia. Nominò suo figlio Corrado marchese della contea di Milano, la cui moglie si chiamava Richilda e che donò alla chiesa di Milano la corte di Trecate».
Disceso in Italia Ottone I, contro Berengario II e per cingere la corona imperiale a Roma, Corrado tentò una resistenza alle truppe imperiali, per poi andare in esilio. I tre figli maschi di Berengario, nel 962, si fortificarono nelle tre fortezze di Garda (probabilmente Adalberto II che vi resistette sino al settembre 963), Isola Comacina (sicuramente Guido) e Travaglia (probabilmente Corrado). Sembra che la fortezza di Travaglia, resistette all'assedio delle truppe imperiali, guidate da Valperto, arcivescovo di Milano, sino al 964. Si è ipotizzato, ma senza adeguata documentazione, che si fosse poi ritirato in Liguria, non lontano dalla Frassineto dove si era effettivamente rifugiato il fratello, re Adalberto, divenendo il primo conte di Ventimiglia.
Il 12 settembre 963, l'imperatore Ottone I concesse al potente arcicancelliere Guido vescovo di Modena territori e proprietà nei comitati di Modena, Bologna e Reggio che in precedenza erano appartenute a Corrado e al fratello Guido, ribelli all'Impero.
Secondo i Gesta archiepiscoporum Mediolanensium, dopo la sconfitta del padre e del fratello Adalberto e l'uccisione dell'altro fratello Guido (alla battaglia del Po il 25 giugno 965) per opera di Ottone I, Corrado stipulò la pace con quest'ultimo che lo nominò, successivamente intorno al 970, marchese di Ivrea.
Prima di raggiungere l'accordo ufficiale con l'imperatore, Corrado si pose al servizio dell'Impero bizantino contro Ottone I, come ricordato da Liutprando di Cremona, nella sua opera "La relazione di un'ambasceria a Costantinopoli", stanza XXX. Con gli imperiali e longobardi italici si scontrò, quale comandante delle truppe bizantine, di ritorno da Costantinopoli, nella battaglia di Ascoli Satriano verso la fine del 969, uscendone sconfitto (ma vista la condotta in battaglia si può ipotizzare che fosse già segretamente d'accordo con Ottone I). 
(Moisé, Storia dei domini stranieri in Italia, p. 176)
Narra il Chronicon Salernitanum che Abdila patrizio, succeduto ad Eugenio, messe insieme quante milizie poté raccogliere, venne con queste genti a giornata presso Ascoli. Mentre si combatteva il patrizio diede ordine che Corrado, uno dei suoi capitani, muovendo celatamente, aggirasse la linea dei tedeschi per investire gli avversari su un fianco; confidando che ciò avrebbe dato la vittoria. Ma intervenne al contrario l'iniziativa di Corrado Cono, che attaccò la linea dei longobardi di Spoleto. Ma fu contrattaccato dal conte Sicone, che era a quella giornata con gli uomini del ducato di Spoleto, il quale lo ruppe e disperse. Dopo di che la sconfitta dei Greci fu universale, e Abdila con mille e cinquecento dei suoi vi lasciarono la vita. Giunto poi l’imperatore con tutto l’esercito, si portò in Puglia a depredare, ardere borghi, assediare città, per costringere i Bizantini a rendere il principe di Benevento e Capua, Pandolfo Testadiferro, tenuto prigioniero. Questi fu spedito a trattare la pace fra i due imperi.
L'esercito ottoniano, forte di molti contingenti, tedeschi e italici, riportò una vittoria decisiva e la battaglia di Ascoli fu vissuta a Costantinopoli come un'autentica disfatta, divenendo il pretesto per l'uccisione di Niceforo II Foca e l'assunzione all'Impero di Giovanni Zimisce. Soltanto nel 971 fu raggiunto un accordo tra i due imperi, sancito dal matrimonio tra Teofano, probabilmente nipote del nuovo imperatore, e il figlio di Ottone I, il futuro Ottone II. A seguito degli accordi di pace fra i due imperi, anche Corrado Cono abbandonò la causa del fratello Adalberto II - probabilmente già defunto in Borgogna il 30 aprile 971 - e strinse alleanza con l'imperatore Ottone I, ottenendo la Marca d'Ivrea (con i comitati di Ivrea, Vercelli, Pombia/Novara, Ossola, Stazzona e Lomello) e la mano dell'arduinica Richilde, figlia del marchese di Torino e conte di Pavia.

### Il "caso" dell'Abbazia di Bobbio
Sui rapporti tra Corrado Cono e le istituzioni ecclesiastiche, oltre alla donazione di Trecate all'arcivescovo di Milano già citata, si conserva una lettera a lui indirizzata da Gerberto di Aurillac, abate di Bobbio, precettore del futuro imperatore Ottone III, del futuro re Roberto Capeto e futuro papa Silvestro II. Questi era il più celebre dotto del suo tempo, tra i maggiori esponenti, se non il maggiore, della Rinascita ottoniana. La sua passione per le discipline del Quadrivio (aritmetica, geometria, musica e astronomia) e per i testi raccolti nei vari centri in cui svolse la sua attività (Bobbio, Reims, Ravenna...) è ben nota agli storici della scienza e della tecnica, particolarmente a quelli che hanno studiato la costruzione dell'astrolabio. La lettera è datata dagli studiosi fra il giugno e il 20 dicembre 986, scritta da Reims o Colonia e probabilmente inerente all'intervento di Corrado per appoggiare l'abbaziato bobbiese di Gerberto, posto in discussione da alcuni monaci e vassalli, in primo luogo i marchesi Obertenghi. Una delegazione di Bobbio si era recata alla corte ottoniana - presso Duisburg o Colonia - dove si recavano anche il marchese Ugo II di Toscana e Corrado d'Ivrea (cugino secondo del marchese di Tuscia, discendendo entrambi dal bisnonno Tebaldo d'Arles). La delegazione dei monaci di Bobbio fu latrice di tre lettere di  Gerberto. La prima ai monaci e vassalli di Bobbio, la seconda per il marchese di Tuscia, pregandolo di proteggere i beni di San Colombano, la terza al marchese Cono poiché sperava anche nel suo aiuto:
(Panvini Carciotto, L'epistolario di Gerberto di Aurillac, pp. 85-86.)
La contrapposizione tra Obertenghi da un lato e Corrado con Gerberto di Aurillac dall'altro, prefigura, in anticipo di una decina d'anni, la posizione del successore Arduino, imparentato e appoggiato dagli Obertenghi per conquistare il Regno. Ovvero del successore nella marca eporediese che basò la sua forza politica sulle grandi case marchionali, e sui secundi milites loro clienti, coloro che rivendicarono il diritto ereditario sui beni ecclesiastici ottenuti in beneficio, privando, o limitando gravemente, alcune grandi abbazie e vescovadi della loro forza militare e economica al servizio della politica imperiale. Per limitarsi ad un solo, ma significativo, esempio, basti notare che i tre quarti dei cavalieri reclutati per la campagna militare in Italia nel 981, da parte dell'imperatore Ottone II, provenivano da istituzioni ecclesiastiche (1482 su 1990). Gerberto fu esplicito nel denunciare i rischi relativi alle concessioni livellarie applicate ai benefici vassallatici, che per la loro lunghissima proiezione cronologica, per il loro carattere contrattuale e per non prevedere un servizio armato, valsero come una perdita del beneficio da parte del signore concedente e si prestarono a ruberie e trame di vario genere:
(Sigismondi, Gerberto d'Aurillac, p. 23.)
(Nobili, Vassalli su terra monastica fra re e "principi", pp. 299-300.)

### Il trasferimento a Spoleto
Nel giugno 996, Corrado Cono - trisnipote di Suppone II duca di Spoleto - risulta in carica come duca di Spoleto e Camerino e legato imperiale, in luglio, nella Pentapoli marchigiana, con le relative otto contee (Pesaro, Fano, Senigallia, Ancona, Fossombrone, Cagli, Jesi e Osimo), su cui gravava la rivendicazione del Papato. In una lettera del 5 agosto 996, Ottone III comunica a papa Gregorio V: "lasciamo a te in aiuto e conforto i più eminenti d'Italia (primores Italiae): Ugo di Toscana, fedele a noi in tutto, e il conte Corrado, prefetto di Spoleto e di Camerino, al quale per amore vostro abbiamo affidato le otto contee che sono contese, e che abbiamo per ora messo a capo di esse come nostro legato, affinché i popoli abbiano un capo e per sua opera vi prestino i dovuti servizi.".
(Bernacchia, Gli Ottoni e la formazione della Marca di Ancona, p. 102.)

### La successione a Corrado
Il passaggio della Marca d'Ivrea da Corrado a Arduino è posto da alcuni autori intorno al 990, attraverso una presunta adozione di Arduino da parte del marchese, che però resta una pura congettura, non suffragata da alcuna fonte. In base a tale ipotesi si è immaginato che Corrado si fosse rifugiato a Roma presso l'imperatrice reggente Teofano, spossessato del suo dominio dal figliastro, come se l'ufficio di marchese non dipendesse proprio dall'imperatrice reggente: "Durante il suo soggiorno a Roma [989-990 ndr], Teofano riceve le rimostranze del margravio di Ivrea, Corrado, figlio di Berengario II, cacciato dal suo feudo da Arduino".. Sembra invece più probabile - ma non documentato - che l'esclusione di Corrado dalla marca sia attribuibile a Adelaide nonna di Ottone III e zia materna del marchese Corrado - come prima cugina della madre Willa III - reggente dell'Impero dal giugno 991 al settembre 994, per l'antico astio che la opponeva alla dinastia degli Anscarici. Coloro che avevano tentato di costringerla, allora non ancora ventenne, al matrimonio con Adalberto II, imprigionandola nella Rocca di Garda. Di fatto, i sostenitori di Arduino provenivano dal 'partito adelaidino': "Alcuni vescovi e conti del “partito adelaidino” – per esempio, Pietro vescovo di Como, Uberto il Rosso, conte di Pombia (nominato nel 991), insieme con il fratello Riccardo, i discendenti di Manfredo del fu conte Aimone – e diverse famiglie dell’aristocrazia minore, arricchitesi con i beni della Chiesa, si schierarono con Arduino contro il vescovo Leone e il partito filoimperiale". Nel parlamento di Sohlingen a fine settembre 994, Ottone III assunse pieni poteri "la nonna prese il posto della madre del re minorenne finché questi, viziato dai consigli di giovani sfacciati, la congedò con suo dolore":
(Regesta Imperii 2. Sächsisches Haus 919-1024, pp. 579-580.)
Eriberto è anche l'abate di Brogne, importante abbazia nelle Fiandre, centro della riforma ecclesiastica fiamminga, nella regione allora governata dalla sorella del marchese Corrado, Rozala d'Ivrea, contessa di Fiandre, Artois e Ostrevant. Il nuovo cancelliere Eriberto proveniva da una nobile famiglia di Worms - sembrerebbe figlio del conte corradinide Ugo di Einrichgau -  e aveva goduto della sua educazione nel monastero di Gorze; fu quindi nominato da Teofano cappellano e tutore del re, ma dovette dimettersi dopo la morte dell'imperatrice, sotto l'influenza di Adelaide. Eriberto sostituisce all'ufficio di cancelliere per l'Italia, almeno dal 29 settembre 994, Pietro vescovo di Asti, fautore di Arduino, nominato cancelliere nel luglio 992, ovvero durante la reggenza di Adelaide. Eriberto si attribuisce, oltre quello di cancellarius, anche il titolo bizantino di Archilogotheta, titolo che sarà ripreso da Leone vescovo di Vercelli, suo vicario e collaboratore nella cancelleria imperiale col quale condivideva l'ideologia della Renovatio Imperii Romanorum.
(Panero, Il vescovo Leone e la Volpe rossa, p. 462.)
In sostanza, la politica dell'imperatrice Adelaide riprese l'impostazione del suocero Ugo: "Tagliare fuori gli strati superiori dei potentes italici e rimpiazzarli con aristocratici di origini inferiori permette al re di contare su una schiera di seguaci di indubbia fedeltà e, soprattutto, facilita la possibilità di rimuoverli all’occorrenza". Pur se i tempi erano mutati e la scelta di Arduino a capo di Ivrea si rivelò, alla lunga, poco propizia per l'Impero. Sembrerebbe che la politica di Corrado e del figlio Ottone potesse costituire una minaccia solo per l'autorità personale e i beni patrimoniali italici del dotario dell'imperatrice ma non per tutto l'Impero. In effetti, Corrado, insieme al cugino Amedeo di Anscario II duca di Spoleto, come nipote e figlio del duca, avrebbero potuto aspirare a una quota dei beni di Adelaide e di sua madre Berta di Svevia, beni già appartenuti alla bisnonna di Corrado, Berta di Lotaringia, madre di Ugo d'Arles. Non si può però escludere, come osserveremo, un maggior raggio d'azione della politica del marchese d'Ivrea, attraverso i nipoti Ottone-Guglielmo e Olderico Manfredi di Torino.

### La rimozione del marchese Corrado, unaffaireeuropeo?
Se abbiamo osservato che la probabile autrice del 'siluramento' di Cono fu l'imperatrice Adelaide, dobbiamo anche costatare che sicuramente suo nipote Rodolfo III di Borgogna si scontrò, negli stessi anni dell'allontanamento del marchese d'Ivrea, con l'anscarico Ottone-Guglielmo, il nipote del marchese d'Ivrea, colui che fu uno dei principali fondatori dell'egemonia della Borgogna medievale e il cui lungo governo gettò le basi per il potere dei suoi successori. I fatti si svolgono ai confini occidentali della Marca d'Ivrea, dove il nipote anscarico continua ad avere possedimenti, parentele e amicizie - a cominciare dall'abate di San Benigno di Digione, fondatore di San Benigno di Fruttuaria, ovvero Guglielmo da Volpiano- che possono far pensare a possibili appoggi politico-militari. Nel 987, Ottone-Guglielmo firmò un diploma come conte di Nevers, evidenziando le sue intenzioni di succedere in tutto l'asse ereditario del patrigno robertingo che lo aveva adottato; Ottone-Enrico duca di Borgogna. Rodolfo III, re di Borgogna Transgiurana, cercò di controllare fin dall'inizio del suo regno (993-995) le regioni dominate dal nipote del marchese Corrado, aprendo ostilità che dureranno quasi trent'anni. Rodolfo intervenne nel Mâconnais, nel cuore dei possedimenti di Ottone-Guglielmo, con i suoi grandi vassalli laici, l'episcopato e l'appoggio dei Cluniacensi, guidati dall'abbate Odilone, il grande biografo e fautore di Adelaide. Nel 994 re Rodolfo tentò anche di prendere piede a Besançon mediante un'elezione episcopale (alla morte di Letaldo figlio di Alberico e di Ermentrude, sposa in seconde nozze di Ottone-Guglielmo), ma fu bloccato da una rivolta dei suoi vassalli, che sino al 999, con intervento diplomatico di Adelaide, si cercò di sedare. Ottone-Guglielmo seppe attrarre i grandi potentati laici del regno borgognone - il conte Alberto di Ginevra e i 'conti' d'Albon in particolare - e farsi leader di una rivolta resistendo, in prospettiva, pur all'imperatore Enrico II. Nel 995, in concomitanza con l'allontanamento del marchese Corrado da Ivrea, secondo gli Annales Sangallenses, re Rodolfo ebbe a soffrire una dura sconfitta militare da parte del conte di Borgogna, che minacciò la stessa sopravvivenza della monarchia rodolfingia: “In quest'anno Rodolfo in Borgogna, era succeduto al regno di suo padre Corrado,  nondimeno alcuni dei suoi tentarono di privarlo dell'eredità paterna, e fu sconfitto da loro in una guerra, in cui il re stesso, sebbene disponesse di un grande esercito, fu facilmente sconfitto e messo in fuga.”.

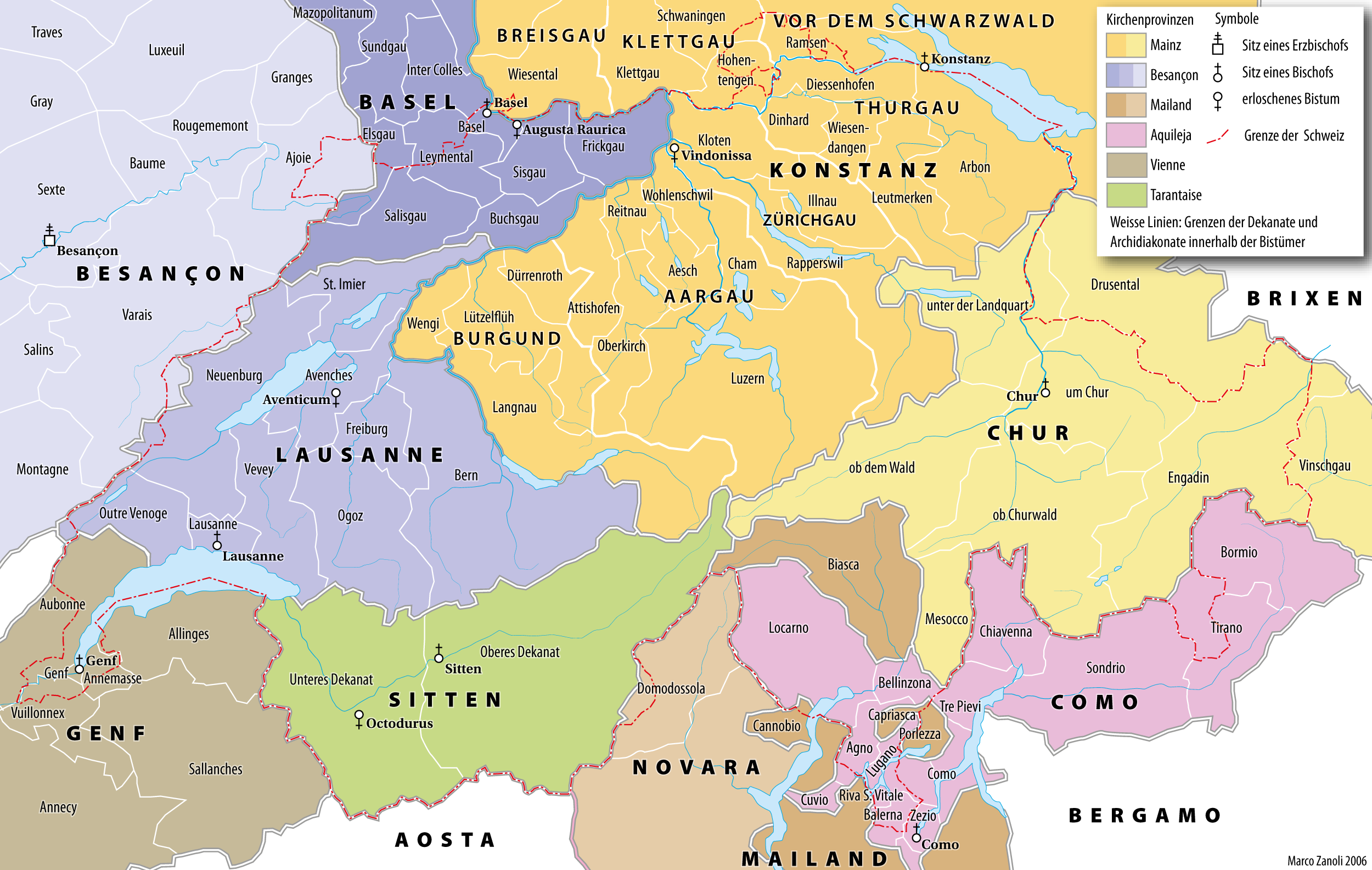
Il territorio eporediese, con i confini ecclesiastici di Novara (comitato di Ossola) e civili di Locarno (comitato di Stazzona), adiacenti a quelli del Regno di Borgogna.

Nel 1002, la morte senza discendenti legittimi del duca di Borgogna, Ottone-Enrico, apre una crisi di successione tra re Roberto di Francia e Ottone-Guglielmo. Quest'ultimo rivendica il ducato, pretendendo di essere erede per adozione del defunto. Già titolare delle contee di Mâcon, Beaune, Auxerre, Autun e Nevers, e vasti territori nell'Arcidiocesi di Besançon (pagi di Amous, Escuens, Varais e Portois), si comprende quale pericolo potesse costituire la formazione di uno stato anscarico tra i due regni, sia per il re dei Franchi, Roberto II - che ripudia la zia del conte di Mâcon, Rozala d'Ivrea, sostituendola, nel 996, con Berta nipote di Adelaide - sia per Rodolfo III - che attraverso la zia Adelaide, reggente l'Impero, si sarebbe liberato di Corrado. Il principato territoriale dell'anscarico andava dall'Haut-Mâconnais, e pagi del ducato franco di Borgogna (Beaumont, Fouvent, Oscheret) fino alle soglie di Basilea, dove il conte sembra aver completato il controllo del pagus di Portois. Controlla tutti i canali di comunicazione nord-sud; tra il Regno di Borgogna e quello d'Italia, da un lato, e la Francia occidentale e gran parte della Lotaringia, dall'altro. Viaggiatori, commercianti e pellegrini devono andare via fiume nella Val de Saône, via terra nei passi del Massiccio del Giura o sulle colline del Mâconnais. Il controllo di questi canali e le entrate che ne derivano sono una grande risorsa finanziaria. Allo sfruttamento di questo spazio si aggiungono: materie prime, attività agricole, forestali o di pesca. Ma c'è una risorsa che è di particolare interesse per il nostro conte di Borgogna: è l'oro bianco. I giacimenti di sale sono una manna preziosa e le sue cave non mancano nella regione, alcune, sfruttate fin dall'antichità, come vicino a Lons. Ma ci sono vene ancora più redditizie situate nella valle dell'attuale comune di Salins-les-Bains..
In un atto, attribuito in passato all'anno 1000 ma probabilmente, secondo il Poupardin e successivi storici, risalente al 996, Rodolfo III rammenta un suo incontro con l'imperatore Ottone III, avvenuto nell'ottobre-novembre 996, nel palazzo imperiale di Bruchsal, alla presenza, tra gli altri, di "Cuonone comite Palacii"., in cui è possibile ravvisare l'ex marchese di Ivrea, definito, come osservato, con il titolo comitale tra i primores Italiae, nella lettera imperiale a Gregorio V dello stesso anno, nonostante rivestisse l'ufficio di duca di Spoleto e Camerino, essendo il titolo palatino il più alto della gerarchia italica, e, come osserveremo, pur di quella imperiale. Si ha notizia di un conte palatino - una sorta di vicario imperiale - tale Arduino, il precedente 22 maggio 996, il che può far ipotizzare che la nomina di Cono - promoveatur ut amoveatur - possa essere avvenuta recentemente, se si trattasse del medesimo conte italico. Infatti, gli omologhi conti palatini germanici, con i quali non può confondersi quello presente a Bruchsal, furono all'epoca Azzo di Lotaringia per la Lorena, Federico di Harz per la Sassonia, Aribo per la Baviera e Oddone I di Blois per il Regno dei Franchi. Quanto al conte palatino borgognone, omonimo dell'anscarico, ovvero Kuno di Rheinfelden, questi muore il 24 novembre 994, ed il figlio, anch'esso di nome Kuno, nasce intorno al 992-995 (i genitori si sposano nel 991); quindi entrambi sono da escludere dall'atto del 996-1000. Sembrerebbe dunque che l'intervento negli affari borgognoni di Corrado Cono possa essere ascritto a una composizione dello scontro in atto tra Rodolfo - sotto il protettorato dell'Impero - e il nipote Ottone-Guglielmo, attestando quindi il coinvolgimento del destituito marchese nelle vicende d'oltralpe.
A Landerico, conte di Nevers e genero di Otto-Guglielmo, è attribuita la responsabilità, nell'opera di Adalberone di Laon, Rythmus satiricus – come, in positivo, in Richerio di Reims, I Quattro Libri delle Storie - di aver fatto fallire le macchinazioni del vescovo di Laon per far catturare dall'esercito di Ottone III, nel giugno 995 a Metz,  i sovrani franchi occidentali, Ugo Capeto e Roberto, per detronizzarli o indurli a sottoporsi all'Impero. Ma all'epoca Ottone III non era ancora imperatore, la beneficiaria del complotto avrebbe potuto essere la nonna Adelaide, e il nipote Rodolfo III, che avrebbero potuto approfittare della caduta robertingia per impossessarsi del ducato franco di Borgogna, allora in possesso di Otto-Guglielmo e del patrigno robertingio. Si è già accennato che, negli stessi mesi, il re di Borgogna subisce una pesante sconfitta militare da parte del conte di Borgogna. Il vescovo Adalberone di Laon “traditor vetulus”, tra l'altro, fu accusato di essere l'amante di Emma di Francia, figlia di primo letto dell'imperatrice Adelaide, o comunque, almeno, di esser in rapporti di amicizia politica con l'imperatrice e la figlia. Il giovanissimo Ottone III era in carica da 7-8 mesi nel giugno del 995, nondimeno il contemporaneo cronista Richerio - allievo di Gerberto di Aurillac come Roberto Capeto-sottolinea che il doppio gioco diplomatico del vescovo di Laon, a quella data era iniziato da molto tempo: "Ma una volta che gli inviati furono partiti da qualcuno fu suggerito ai re che ciò era stato ordito con l’inganno da Adalbéron vescovo di Laon; che egli aveva macchinato tutto da molto tempo". Riportandoci quindi alla reggenza di Adelaide, terminata nel settembre 994. Non si trattò inoltre di un affaire secondario nella politica europea; le premesse risalgono al periodo 977-980, quando Adelaide si allontanò dalla corte imperiale in aperta rottura con il figlio Ottone II, che aveva appoggiato Carlo I di Lorena nominandolo duca della Bassa Lotaringia, dopo che fu esiliato dalla corte francese - all'epoca ancora carolingia - per aver accusato la cognata, la regina Emma, di infedeltà nei confronti del sovrano. In conclusione, queste complesse vicende, inducono a porre la contrapposizione con gli Anscarici – e probabilmente lo stesso allontanamento di Corrado da Ivrea – come uno dei cardini della politica dell'imperatrice Adelaide e dei suoi alleati. Gli eventi relativi a Emma, nondimeno, esplicitano ulteriormente la contrapposizione tra Adelaide e la nuora Teofano, la quale successivamente, tra il 985 e il 991, esclude la rodolfingia dalla reggenza imperiale::
(Palgrave, History of Normandy, pp. 826-828.)

#### Corrado alla corte imperiale nelPalatiumdi Ottone III
Le Gesta Episcoporum Cameracensium (1041-43) collocano la residenza ottoniana in Roma “in antiquo palacio quod est in monte Aventino”. Ma non si tratta della sola fonte che testimoni la presenza della corte imperiale sul colle Aventino. Le congetture, vecchie e nuove, però prive di riferimenti documentari, che pongono il Palatium imperiale sul Palatino o al Laterano, peraltro, non tengono conto di un ulteriore documento coevo che indica a due miglia da S. Pietro la residenza ottoniana, distanza corrispondente all'Aventino, ma non compatibile con le due ipotetiche alternative.

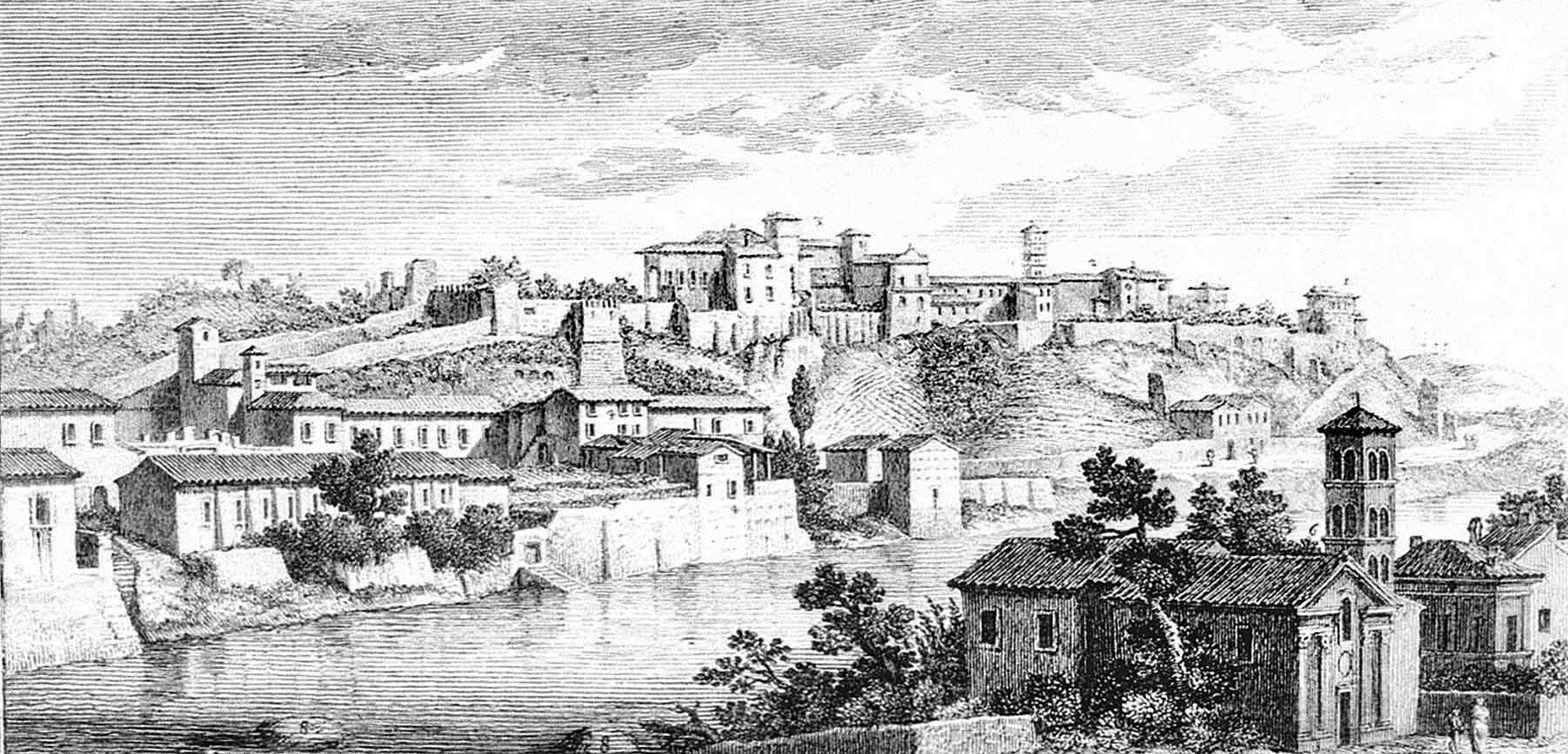
Il Palatium di Ottone III, edificato tra i SS. Bonifacio e Alessio e S. Sabina all'Aventino in Roma, risalente a Alberico di Roma, sede della corte imperiale.

A causa della posizione privilegiata che le permetteva di dominare la zona sottostante e controllare il traffico fluviale su una parte del corso del Tevere, nel X secolo per volontà di Alberico II di Spoleto (912-ca. 954), principe e senatore romano, signore della città dal 932 al 954, la basilica aventiniana dei SS. Bonifacio e Alessio, con i suoi annessi palatiali,  fu inglobata e trasformata in un fortilizio, alterandone così la struttura originaria: il portico fu chiuso, si aprirono feritoie e furono erette torri e ballatoi. Quando Corrado d'Ivrea accompagna Ottone all'incoronazione imperiale in Vaticano, nel maggio 996, il palazzo imperiale dunque esisteva già come sede di corte. Anzi, nel suo nucleo originario, si trattava di un palazzo antiquo risalente al V secolo, costruito presso la basilica: il cosiddetto sfarzoso Palatium Eufirmiani, dal nome del prefetto che lo avrebbe abitato, al centro di caserme e terme di età imperiale postclaudiana.
Nondimeno, il palatium aventiniano potrebbe aver costituito la residenza di Ottone II, vissuto a Roma e nel sud Italia fra la fine del 980 e quella del 983 – essendo sepolto nel narcete di S. Pietro – e della vedova Teofano, residente a Roma tra il 989 e il 990. Già Alberico di Spoleto, signore del Patrimonium pietrino, assunse la titolatura di Princeps atque Senator omnium Romanorum, prefigurando quella di Ottone III di Imperator Romanorum. L’autorità imperiale sia a Roma sia nel resto del territorio italico non fu mai data per scontata e dovette costantemente essere riaffermata. Ottone aveva compreso che per affermarsi come imperatore presso la città pontificia, e proteggere quindi il papa promuovendo la politica mediterranea verso la Langobardia meridionale e confrontandosi con Bisanzio, avrebbe dovuto stabilirsi permanentemente a Roma. Ottone III trasferì quindi la capitale dell’Impero a Roma e adottò il cerimoniale proprio della corte bizantina, convinto della sacralità del suo ruolo.
(Gregorovius, Storia di Roma, pp. 548-549, 573.)
Il conte palatino imperiale dunque non risiedeva soltanto nel palazzo all'Aventino, ma doveva garantire la sicurezza della corte itinerante. Nella citata lettera imperiale del 996 Corrado è definito conte e prefetto: pur quest'ultimo titolo rievocativo della classicità: all'epoca di Ottone III il prefetto fungeva da vicario della podestà imperiale, era insignito di aquila e spada d'onore, amministrava la giustizia criminale nella città e suo territorio. In pari tempo aveva incarico di avvocato ordinario della Chiesa, con podestà giudiziaria. Il che può riferirsi all'incarico assegnato a Corrado di proteggere Gregorio V e assicurargli i redditi della Pentapoli.
Da Roma - nel 997 in concomitanza con la ribellione di Arduino d'Ivrea - inizia la politica di recupero dei beni monastici ed ecclesiastici e di riorganizzazione complessiva delle chiese del Regno perseguita da Ottone III. In quell’anno, infatti, dopo la morte di Corrado Cono, l’imperatore compì la sua seconda spedizione a Roma, che portò di nuovo Gregorio V sul soglio pontificio e diede avvio all’azione di recupero dei beni della chiesa romana alienati in precedenza dai papi in favore dell’aristocrazia romana, e che furono requisiti in particolare ai vari rami dei Crescenzi. I beni ecclesiastici, ceduti in beneficio a vassalli e clienti, costituivano oltre la metà dei territori sottoposti all'Impero; perdendone il controllo l'imperatore infatti vedeva più che dimezzate le sue rendite economiche e i connessi servizi militari dovuti dai beneficiari.

#### Ottone-Guglielmo e l'eredità politica dei marchesi di Ivrea
La Marca di Ivrea e il nipote anscarico Ottone-Guglielmo rimasero, in ogni caso, al centro delle lotte per il potere nei seguenti decenni, proprio in relazione ai rapporti politici con la Borgogna, dove l'anscarico occupò l'Arcidiocesi di Besançon e il Principato vescovile di Basilea, non lontano dai confini della marca eporediese controllata dall'amico Olderico Manfredi, marchese di Torino.  Fino al 1014, fino cioè alla scomparsa di Arduino d'Ivrea, la posizione di Olderico era stata filoimperiale e di ostilità al crescente potere di Arduino d'Ivrea. Mentre alla politica del marchese non conveniva l'affermarsi di un potere regio radicato in una zona prossima alla marca torinese, quale sarebbe stato quello di Arduino, conveniva ora incunearsi nella confusione che faceva seguito alla scomparsa del re italico: si rivelavano producenti, in questo modo, il contrasto con i piani di riassetto del vincitore Enrico II e l'alleanza con i vecchi sostenitori di Arduino. Dal suo canto, insieme ai suoi alleati borgognoni, Ottone-Guglielmo imponeva a Rodolfo III la sconfessione del patto stipulato a Strasburgo con Enrico II nel maggio 1016 - nel quale l'imperatore fu riconosciuto quale successore nel Regno di Borgogna - e lo costringeva sino al 1018 a mantenersi dalla parte dell'alleanza con il conte di Borgogna, il marchese di Torino e i figli del defunto re-marchese d'Ivrea, come ci testimonia pur una missiva del vescovo di Vercelli. Nel 1018 Una nuova ribellione dei magnati borgognoni determinò un'altra azione umiliante del re verso l'imperatore: nel febbraio 1018 a Magonza la convenzione di due anni prima fu rinnovata. Un'altra, più accesa, protesta dei vassallî obbligò questa volta Rodolfo a muovere guerra all'imperatore. I Borgognoni vinsero e catturarono Teodorico I di Lotaringia, duca dell'Alta Lorena, e costrinsero Enrico II a ritirarsi:
(Ripart, Besançon, 1016, p.28.)
(Weinfurter, Heinrich 2., pp. 221, 241.)

## Ivrea e la marca negli ultimi decenni del X secolo
La città affidata da Ottone I a Corrado si stende sulle rive della Dora Baltea, alle propaggini della Serra d'Ivrea, al centro dell'anfiteatro morenico aostano, in naturale posizione strategica nel Medioevo, designata fin dai tempi di Narsete a proteggere l'arco alpino, poi sede di ducato longobardo. La principale direttrice padana di accesso all'arco alpino nord-occidentale seguiva la via proveniente da Vercelli, dove confluivano le due direttrici di Novara-Milano e Cozzo-Lomello-Pavia, collegate alla grande arteria trasversale padana della via Postumia. Da Ivrea partiva il percorso verso nord - la Via Francigena principale arteria commerciale, religiosa e militare europea. - che costeggiava la sponda sinistra della Dora, fino al centro di Aosta e ai valichi dell'Alpis Graia e del Summus Poeninus, aperti in direzione della Francia. La città costituiva dunque uno snodo stradale importante, che prevedeva la connessione diretta con un ponte in muratura sul fiume e un ulteriore collegamento viario meridionale con i centri di Industria (Monteu da Po) e Torino. Divenuta capoluogo di una contea in epoca franca; nell'825 Lotario I vi fece fondare uno studium episcopale. Fra gli anni 888 e 891(prima menzione del marchese Anscario il 21 febbraio 891) la contea di Ivrea fu affidata a Anscario - figlio di Amedeo, conte di Oscheret, Tonnerre, Digione e Langres - fratello del potente Folco il Venerabile, regio cancelliere e arcivescovo di Reims  . La marca sottoposta a Ivrea comprendeva una vasta area dell'attuale Piemonte centro-settentrionale, sulla destra del Ticino, dall'Ossolano a Torino e Asti. La storiografia è incerta sulla effettiva estensione originaria della Marca di Ivrea. Anche se prevale l'idea che comprendesse tutta l'area occidentale sino al Litus maris ligure. Di certo, dopo l'allontanamento e l'esilio di Berengario II da Ivrea nel 941 - da parte di re Ugo di Provenza - la Marca di Ivrea fu ridotta nelle dimensioni perdendo i comitati di Torino, Bredolo e Auriate e poi, al tempo di Corrado, aveva ulteriormente perduto, in favore di Arduino il Glabro, marchese di Torino, anche il comitato di Asti, estendendosi solo sino alle valli dei fiumi Malone e Orco a Ovest e il Po a sud-ovest..
Corrado fu dunque un marchese 'dimezzato', ma il suo 'bicchiere' va letto mezzo pieno: la sua nomina imperiale all'ufficio pubblico di Ivrea, dopo la clamorosa sconfitta del partito anscarico, può essere letta soltanto come la necessità di Ottone I di sfruttare, per meglio incardinarsi nel regno italico, il consenso e le relazioni parentali, clientelari e vassallatiche dell'erede di Berengario II. 
Corrado fu figlio di Willa d'Arles e Toscana, sorella di Robaldo I d'Arles nonno di Guglielmo il Liberatore e Robaldo conti-marchesi di Provenza che - insieme al suocero di Corrado, Arduino il Glabro - si apprestavano alla guerra contro la Frassineto saracena, ovvero dei pagani che avevano compiuto incursioni sino alle foreste del Vercellese all'epoca del vescovo Ingone (958-74): 
(Sergi, Movimento signorile, pp. 158-159.)
Corrado non era isolato; altri rami anscarici continuavano a reggere incarichi pubblici di rilievo e controllare vitali centri castrali della regione. Fin dal 3 settembre 962 l'arduinica prima cugina della moglie di Corrado, Guntilda di Ruggero, moglie di Amedeo vassus domni imperatoris - figlio del duca Anscario II - aveva acquistato metà dell'importante signoria castrale di Mosezzo nel comitato di Pombia-Novara, dal manfredingo Egelrico dei conti di Lomello. Sette anni dopo, l'altra metà del castello di Mosezzo era venduta all'ingonide Uberto, arcicancelliere imperiale e vescovo di Parma. I discendenti anscarici signori di Mosezzo continuarono ad ingrandire i possessi: nel settembre 985, Berengario, figlio di Amedeo, aveva acquisito per 20 soldi dal longobardo Adelberto del fu Rainaldo di Mosezzo, con un atto rogato nel castrum di Mosezzo, una pecia mista di campo e bosco lambita dall’Agogna nella contermine area di Carpenedo. Nella marca aveva riacquistato rilevanti beni fondiari anche il nipote, figlio del fratello Adalberto, Ottone-Guglielmo, dal 982 conte palatino di Borgogna e di Mâcon, come si evince dalla donazione della vasta corte regia di Orco, presso l'omonimo fiume, donata dal nipote di Corrado, nel 1019, all'Abbazia di Fruttuaria.

### I poteri ecclesiastici
La marca, all'epoca di Corrado, comprendeva inoltre tre nuclei politico-religiosi di grande rilievo: le diocesi di Vercelli - articolata in 34 pievi territoriali a metà del X secolo -, Novara - con 33 pievi. - e Ivrea. Ma l'epoca delle investiture di poteri pubblici cittadini ai vescovi si dischiude soltanto con il regno di Arduino d'Ivrea - Rex Italicorum -. I vescovi dell'epoca di Corrado - a parte quello di Novara - sono soltanto dei grandi proprietari fondiari del territorio, benché reggitori di nutrite curie di vassalli. Tra il 969 e il 972 il vescovo novarese Aupaldo ottiene da Ottone I la giurisdizione e il diritto di districtus (potere di coercizione sugli uomini liberi) sulla città e su una fascia di territorio contiguo per tre miglia. Oltre a mantenere la defensio - immunità fiscale e giudiziaria - sui propri beni patrimoniali. L'ampio territorio della diocesi di Novara si estendeva, a grandi linee, nella sua parte nord-occidentale sino alla Valsesia e in quella nord-orientale sino all’Ossola; a ovest si arrestava sin quasi al fiume Sesia - oltrepassato dalla diocesi di Vercelli. - a est era delimitato dal corso del Ticino e dalla sponda orientale del Lago Maggiore, mentre a meridione si allungava sino a comprendere Mortara. Il capoluogo civile del conte risiedeva a Pombia, soltanto nell'XI secolo si formò un comitato novarese. 

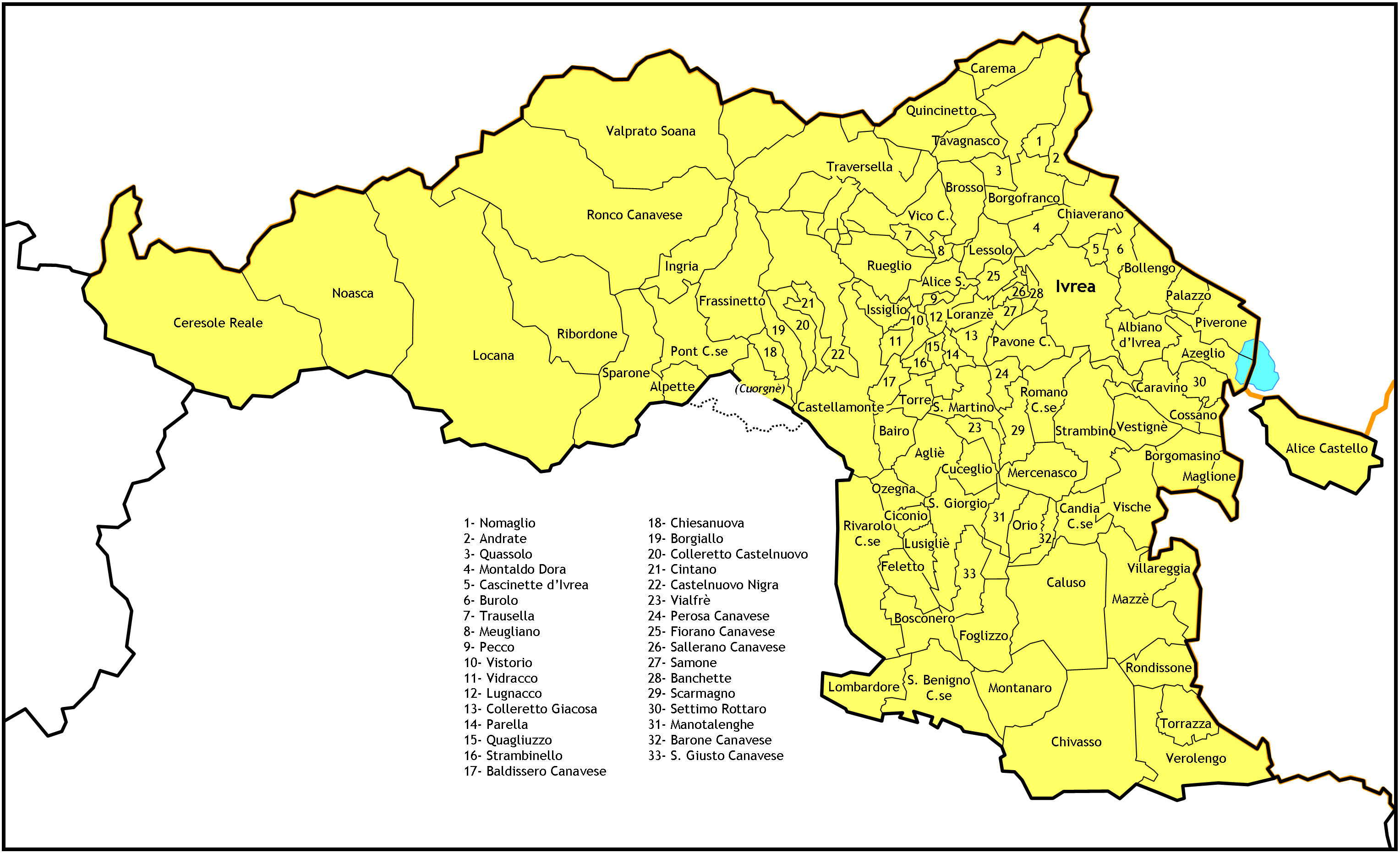
La Diocesi di Ivrea

A Vercelli, con la concessione della Corte Regia da parte di re Berengario I - bisavolo di Corrado - ai canonici di Sant’Eusebio e di Santa Maria Maggiore, il 26 gennaio 913, il clero cittadino acquisiva un compatto territorio semiurbano a nord-ovest della città, corrispondente all’area di espansione altomedievale di pertinenza pubblica intorno alla primitiva cattedrale. Insieme alla corte suburbana, i canonici ricevettero in dono anche i diritti sulla fiera annuale e sul mercato settimanale. La Corte Regia, inglobante la cattedrale e i palazzi vescovili e canonicali, era configurata come un centro direzionale a metà strada fra la città antica e la campagna, dotata di servizi pubblici come il mercato e il macello e validi strumenti di difesa dall’interno come il carcere e dall’esterno, con mura, porte e torri. La parte meridionale della diocesi di Vercelli, fra Po e Tanaro, detta Ultra Padum o Comitatus Toresianus - dal Castrum Turris sul colle di San Lorenzo - comprendeva dodici pievi, ma nel corso del X secolo era trapassata, per la giurisdizione civile, nel comitato di Asti. L'attitudine ad operare in orizzonti politici di ampio spettro, che si registra nell’operato di vescovi quali Liutvardo, già arcicancelliere di Carlo il Grosso, e Leone, giudice e messo imperiale di Ottone III e componente della sua familia con la qualifica di "episcopus Palacii", indica il cospicuo tenore culturale costituito dalla chiesa vercellese nei secoli IX-XI. La vicinanza del marchese Corrado a Gerberto d'Aurillac - a sua volta strettamente saldato politicamente al vescovo Leone di Vercelli - potrebbe segnalare la sua adesione agli ideali della Renovatio Imperii et Ecclesie ed alla politica imperiale ottoniana. Difficilmente interpretabile sarebbe altrimenti la sua 'promozione' a duca di Spoleto, Camerino e Pentapoli e l'affiancamento con funzioni di protezione alla Sede pontificia, proprio in concomitanza con l'accesso di Gerberto alla curia imperiale, nel maggio 996, con le funzioni di segretario di Ottone III. Anche se gli storici non hanno escluso che la nomina nelle sedi episcopali eporediesi fosse determinata pur da una intenzione di controllo e contrappeso politico da esercitare nei confronti del marchese anscarico, non escludibile, almeno in parte, nei primi anni del suo incarico: 
(Lucioni, Da Warmondo a Ogerio, p. 122.)
Ad Ivrea, in una domenica sette marzo da collocare fra il 969 e il 980 fu nominato dall'imperatore il vescovo Warmondo, il quale - fra il 980 e il 990 - iniziò a costruire la nuova cattedrale ad absidi contrapposte, secondo un modello ispirato al romanico germanico, nella parte alta della città nord occidentale, mentre a sud-ovest era sito il castello del marchese a guardia del ponte sulla Dora Baltea. L'iniziativa di Warmondo si inserì nello sviluppo culturale e politico dell'episcopato, con l'incremento dello studium e dello scriptorium - aperti a influssi culturali europei - dai quale uscirono decine di preziosi volumi liturgici ancor oggi in parte conservati. Nelle stesse opere liturgiche sono rammentate le formule dei giuramenti vassallatici a cui furono sottoposti i milites episcopali. Elementi tutti tesi a irrobustire la struttura materiale della diocesi affidata a Warmondo, riorganizzando la proprietà fondiaria e sottoponendo a maggior controllo la vassallità episcopale, pur mediante una revisione delle concessioni beneficiarie, in maniera non dissimile da come operavano a Vercelli e a Novara gli altri due vescovi della marca; Aupaldo e Pietro di Vercelli.

### Le signorie castrensi
Accanto ai poteri vescovili, la complessa amministrazione della marca è costituita dai poteri di conti, capitanei e militi su cui Corrado svolse un potere di coordinamento in rappresentanza dell'Impero. Nella seconda metà del X secolo si consolida una nuova aristocrazia, potenziata economicamente attorno a nuove fondazioni di castelli, che non sono un mero elemento architettonico e paesaggistico, ma riformano i rapporti sociali, economici e culturali delle popolazioni assoggettate e instaurano rapporti diretti con il potere imperiale. Questa nuova aristocrazia riuscì quindi in molti casi a essere interprete dei nuovi poteri signorili locali, con le sue realizzazioni di centri incastellati, ma nell’immediato non riuscì a ricomporre il territorio regionale disgregato dalla crisi definitiva dell’ordinamento carolingio. Le famiglie che possiedono i maggiori beni fondiari e signorie di castello nella marca sono i conti di Pombia e di Lomello.
Dall'inizio del X secolo gli antenati dei conti di Lomello - giudici imperiali, livellari e avvocati dell'Abbazia di Nonantola - possedettero vastissimi territori fra il Ticino, l’Agogna, la Sesia e il Po, da Gambolò a Cergnago, da Ceretto a Langosco e più a sud da Lomello a Dorno, a Pieve del Cairo. Il comitato di Lomello viene concesso - insieme ai centri minori di Mede, Breme, Zeme, Langosco e Sparvara - intorno al 953 da Berengario II a Manfredo de loco Mosixio; Mosezzo è il castello nel comitato di Pombia che abbiamo visto passare a Amedeo anscarico. Nel 962 Ottone I concede al conte Aimone le corticelle di Andorno e Molinaria successivamente confermate, fra le altre località, nel 988 dal giovanissimo Ottone III (ancora sotto la tutela della madre Teofano) a Manfredo II del fu Aimone, insieme con Gaglianico, Ponderano, Cisidola, Candelo e Trivero, Alice, Cavaglià, Casanova e Roppolo nel comitato di Vercelli, nonché altre in quello di Lomello (Casana, Breme, Genziano, Astelliano, Gomaresco, Galdanazo, Calvarengo e Frassineto), in tutto tredici corti, ville e castelli.. Manfredo II è ricordato nel 976 come possessore di terre a Cerano nel Novarese. Lomello passa poi a Egelrico conte, morto con ogni probabilità nel 996 senza eredi, lasciando vacante il feudo che nello stesso anno era assegnato al giudice pavese Cuniberto, fratello dell'arcicancelliere Pietro vescovo di Como, importante esponente del 'partito adelaidino'.

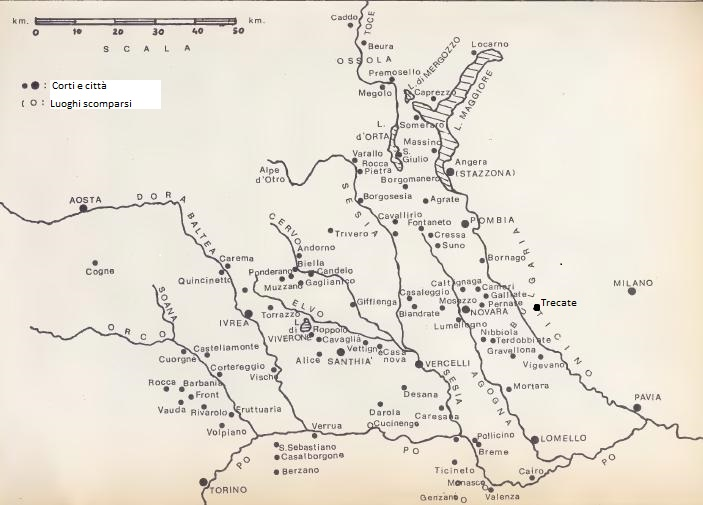
La Marca di Ivrea nella seconda metà del X secolo

I conti di Pombia - che si divideranno nell'XI secolo in conti di Biandrate, del Canavese e da Castello - sono vassalli dell’imperatore, dell’arcivescovo di Milano, nonché dei vescovi di Novara, Ivrea e Torino. La pluralità di vassallaggi indica l’ampio raggio d’azione della famiglia, che controlla in origine vastissimi possedimenti estesi dalla Valsesia e Val d’Ossola fino a Ivrea e al Canavese, a Chieri e al Roero, inglobando, probabilmente, con il nuovo marchese Arduino, gran parte dei beni anscarici. Le maggiori famiglie capitaneali, dotate di plurime signorie di castello, sono i di Casalvolone, i da Robbio-da Besate, milanesi installati nella corte anscarica di Caresana, i signori di Bulgaro e i da Cerrione.
Una notevole signoria castrense, nel comitato di Vercelli, fu costituita dalla corte di Auriola, donata sin dall'anno 933 al conte Aleramo, futuro cognato di Corrado, situata a nord del Po, tra il Lamporo e la Stura, confinante con la corte di Caresana. A sud del Po, nel 961, sempre nel comitato di Vercelli, il cognato e la sorella Gerberga donavano all'abbazia aleramica di S. Salvatore di Grazzano, con il consenso dei rispettivi genitori Guglielmo e Berengario, e dei figli di primo letto di Aleramo, Anselmo e Oddone, le tre corti di Grazzano - con relativo castello - Cisignano e Cardalona, con venti masserie, per un totale di cento iugeri. L'abbazia di Grazzano è sottoposta dai donatori al vescovo di Torino, indice di dissensi giurisdizionali con il vescovo Ingone di Vercelli.
Gran parte dei beni ecclesiastici concessi dai sovrani ai vescovi, capitoli cattedrali e monasteri della marca, successivamente alla guerra e sconfitta di Arduino d'Ivrea, riguardavano i beni fiscali e patrimoniali anscarici già in possesso di Corrado. Per precisare in dettaglio l'estensione del patrimonio marchionale occorrerebbe dunque una attenta disamina della relativa documentazione ecclesiastica della fine del X e primi decenni dell'XI secolo. L'incastellamento dei territori marchionali sembra documentato fin dall'anno 970. Come indicherebbe, ad esempio, il caso del castello di Domodossola, capoluogo dell'Ossolano. La prima relativa attestazione dell'anno 970, si ha a proposito della cessione da parte di Aupaldo, vescovo di Novara, di un sedime ubicato infra castro quod noviter edificato esse videtur in loco et fundo Oxila [...] quod ipso castro nominatur Aguciano.
Sono una dozzina i castelli documentati del X secolo per il Vercellese: Asigliano (974), Auriola 993; Bulgaro (956); Caresana (987); Curino (999); Castellengo, Santhià (1000); Victimulae (999); Carpignano Sesia (X sec.); Breme (929);Uliaco (997), S. Secondo di Dorzano. Ma l'archeologia medievale ha potuto documentare molti altri siti per quell'età. Nel solo Eporediese: Orco, Chiaverano, Albiano di Ivrea, Maridon risalente al IX secolo, Pavone Canavese, Romano Canavese, Pont Canavese alle confluenze dell'Orco e del Soana con le fortificazioni di Tellaria, Ferranda, Doblatio e Sparone. La corte di Obiano, "in Canavesio Ubianum cum castello et capella", così ricordata nella conferma di Enrico II a Fruttuaria del 1014, era stata donata, dal marito Berengario nel 960, alla madre di Corrado, Willa d'Arles, in piena giurisdizione ("nec non et a nostro iure et dominio in eius ius et dominium omnino transfundimus ac delegamus"), poi donata a Fruttuaria, intorno al 1006, da Berta figlia di Amedeo; probabilmente il figlio del duca Anscario II.
Nella vasta diocesi di Novara - includente quattro comitati (Pombia, Stazzona, Ossola e Lomello) - sono numerose le fondazioni castrensi: Lumellogno (902-940), Pombia (IX sec.), Fontaneto (945), Galliate (911) Cameri (915), Gozzano (919), San Giulio (911) - quest'ultimo su precedenti impianti tardo antichi e longobardi a cui si aggiunsero due torri precedenti l'epoca dell'assedio subitovi da Willa d'Arles nel 962 - nonché, sempre nel X sec.: Morghengo, Caltignaga, Vespolate, Vogogna, Terdobbiate, Pogno, Carcegna, Omegna, Grazzano, Mattarella e Castello Nuovo di Domodossola.

### Comitato di Ivrea
Il comitato d’Ivrea probabilmente coincidente con la relativa diocesi - dove si radicava la maggiore presenza patrimoniale e fiscale anscarica - si estendeva a nord su tutta la valle dell’Orco e del torrente Soana, sino al displuviale che separava dal comitato di Aosta; raggiungeva a nord-est la valle della Dora Baltea con le località di Quincinetto e di Carema. Ad Est il confine seguiva il displuviale della Serra d'Ivrea, limitato da una linea che collegava Andrate, Torrazzo e il lago di Viverone; proseguendo a sud-est, dopo Vische, lungo la Dora Baltea fino alla confluenza con il Po, giungendo a comprendere gli attuali comuni di Alice Castello, Borgo d'Ale e Villareggia. Il comitato aveva una propaggine meridionale, oltre il Po, nei territori di San Sebastiano da Po e Casalborgone; e verso sud-ovest e ovest, confinando con il comitato di Torino, includendo Volpiano/Vigolfo, Fruttuaria, Rivarossa, Front, Vauda, Barbania, Rocca Canavese, Busano e Oglianico; prima del collegamento con la valle dell’Orco, il confine comitale includeva Castellamonte..

### Comitato di Vercelli
Biella e Santhià nell'ultima parte del X secolo tendono a divenire centri autonomi di un distretto comitale, all'interno della diocesi e comitato di Vercelli. A Santhià, negli anni successivi alla morte di Corrado, si concentreranno gli sforzi del successore Arduino per contrastare il potere temporale del vescovo Leone: "L’adozione per quella zona della terminologia comitale avviene proprio nel momento in cui non comporta alcuna innovazione sostanziale, proprio nel momento cioè in cui il gestore locale del potere diventa inequivocabilmente uno solo, il vescovo di Vercelli, sia per il comitato di Vercelli sia per il giovane e non sappiamo quanto formalizzato comitato di Santhià.".

### Comitato di Pombia
Il comitato include Novara e comprende la parte più centrale di quella diocesi. Si può considerare che raggiungesse a nord e a nord-est il lago d’Orta e l’entroterra meridionale del lago Maggiore, confinando quindi con i comitati d’Ossola e di Stazzona, a est toccasse per un breve tratto il Ticino confinando poi con la Burgaria «di destra», a sud-est e a sud si estendesse fino ai limiti settentrionali del Vigevanasco e della Lomellina, confinando con i comitati di Burgaria e di Lomello. A ovest il confine che separava il comitato di Pombia da quello di Vercelli doveva coincidere con il confine fra le diocesi di Novara e quella di Vercelli, comprendendo l'alta Valsesia. 
Nella iudiciaria di Pombia, intorno all'anno 867, detiene importanti beni il conte franco Gerulfo, potente ministeriale imperiale di Ludovico II il Giovane, comandante militare tra Ticino e Po. Gariardo, vassallo e fedele del marchese Adalberto I è ricordato, ormai defunto nel 945, come comes de castro Fontaneto, nel comitato di Pombia, ma non è certo che fosse il titolare di Pombia. Il comitato è tenuto dal conte Adalberto nel 962. Il conte Dadone, padre di Arduino, citato nell'aprile 973 come possessore in "loco et fundo Plumbia" non è, con sicurezza, titolare del medesimo comitato, anzi si firma in un atto imperiale del 967 con Signum manus comes Mediolanensis, ovvero del comitato di Milano sottratto al ribelle Corrado Cono. Questo può far ritenere possibile che il marchese Corrado, perduta Milano, controllasse dal 970 circa direttamente Pombia. Nel 991 compare, nell'assegnazione al vescovo di Novara di una curtis, il comes Uberto il Rufo, che darà impulso nel secolo seguente alla dinastia dei conti di Pombia e di Biandrate; forse si può interpretare la notizia come un intervento dell'imperatrice reggente per sottrarre la contea di Pombia al marchese.

### Comitato di Ossola
Posto a nord di Pombia, il comitato ossolano era inserito anch'esso nella diocesi di Novara. Nel 910 il re Berengario I donò a un Gariardo vicecomes le corti di Caddo, Premosello e "Longomiso" con "quantum ex ipsis quondam pertinuit de comitatu Oxilense". Si trattava di un ricco possessore dell’Alto Novarese incaricato di esercitare localmente funzioni vicecomitali, probabilmente da identificare con Gariardo de Fontaneto, successivamente investito del titolo comitale forse a Pombia. Intorno al 915 lo stesso re donò al nipote del vescovo di Novara la piccola corte di Beura "pertinentem de comitatu Oxilense" nel distretto di Invorio, sito nella porzione più settentrionale del Medio Novarese a cavaliere dei laghi d’Orta e Maggiore. La giurisdizione del comitato dell’Ossola, una circoscrizione pubblica di ridotte dimensioni, poteva dunque estendersi ben oltre i confini della valle omonima. La particolare organizzazione delle grandi aziende agrarie altomedievali, note come curtes, dotate di dipendenze situate anche in località molto distanti dal centro amministrativo, faceva sì che il comitato dell’Ossola formasse delle exclave, ad esempio, nei limitrofi comitati di Pombia o di Stazzona e, si può credere, accadesse pur il contrario. Premosello, circa 7-8 chilometri a nord-ovest del lago di Mergozzo, è la località più meridionale, e Caddo, circa 3 chilometri a nord dell’attuale Domodossola, la più settentrionale. Il comitato, retto da un visconte per conto del marchese di Ivrea, probabilmente si estendeva a sud verso il lago d'Orta. Fra il 999 e il 1015, ovvero sotto il regime di Arduino d'Ivrea, compare come conte di Ossola Riccardo di Ildiprando di Lumellogno, cognato del vescovo Pietro di Como e fratello di Uberto il Rufo conte di Pombia.

### Comitato di Stazzona

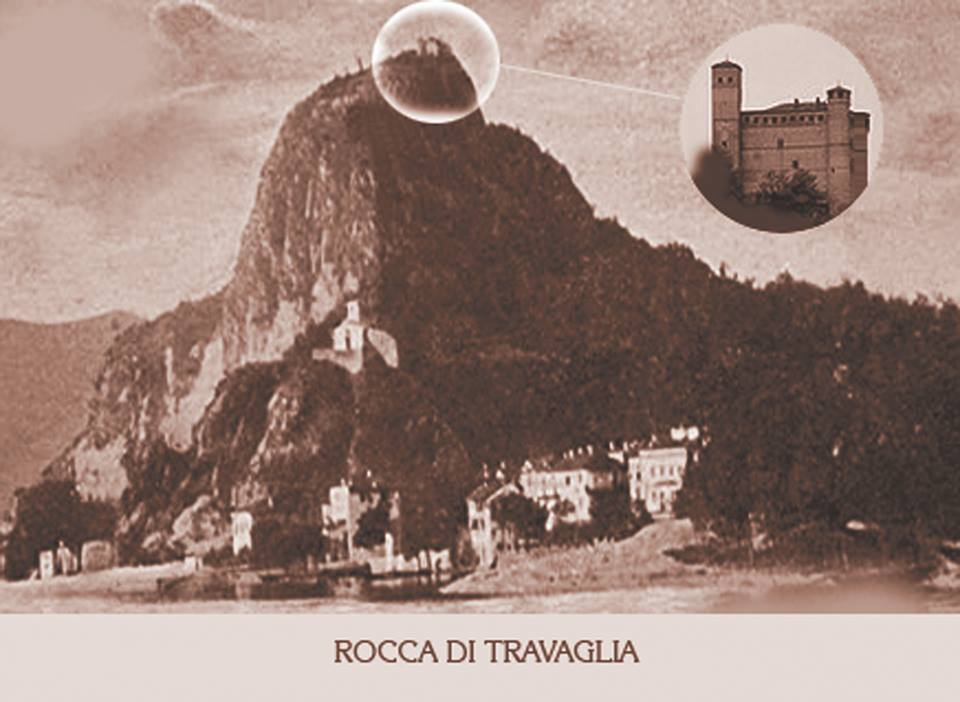
Rocca di Travaglia sul lago Maggiore, da antica cartolina

L'antica Stationa corrispondeva all'odierna Angera, e costituiva il capoluogo di buona parte dei territori costieri, circostanti al lago Maggiore, imcludenti Locarno e Sumade, identificabile con Someraro a nord di Stresa. Le valli Blenio e Leventina nel 948 erano state donate nel testamento di Attone vescovo di Vercelli - defunto nel 958 - al capitolo della cattedrale di Milano, separando Blenio dal comitato di Stazzona. Il comitato comprendeva, tra le altre, le corti di Massino e Cabroi, forse identificabile con l'attuale Capronno - insieme a Locarno donate, nell'866, all'imperatrice Angelberga -. I fines Statzonensis costituirono dunque un distretto finalizzato a controllare il lago Maggiore e le vie di terra a questo collegate, e compresero le due sponde del lago Maggiore (lombarda e piemontese) e gli abitati di Locarno, Massino, Capronno, Isole Borromee. Il comitato di Seprio possedeva affacci sul lago Maggiore a Gemonio, Cittiglio, Germignaga e Leggiuno. Nell'anno 998 Stazzona è ricordata come semplice curtis. I territori sembrano sotto l'influenza di Ottone, figlio del marchese Corrado, fra il 998 e il 1002: "In una vendita del 15 gennaio 998 il vescovo di Tortona Liutfredo cedette «medietatem de corte una in loco et fundo Stazona» a Ottone, figlio di un defunto Conone: potrebbe essere Corrado Conone?". Altri beni di Ottone nella zona sono in castro insula que nominatur Maiore o Isola Madre, Stresa, Baveno, Carciano (frazione di Stresa) e i castra di Lesa, Locarno e Cistello, quest'ultimo nel comitato di Seprio. Il grande patrimonio acquistato dall'anscarico Ottone incluse castelli, ville e curtes in area lombarda. Ricordiamo che tra il 962 e il 964 sembra che Corrado - all'epoca conte di Milano - abbia opposto resistenza alle truppe imperiali nella fortezza di Travaglia, sul lago Maggiore, tra Stazzona e Locarno. Con l'opposto fortilizio di Angera, Arona chiudeva e sorvegliava il bacino meridionale del lago, attraverso il quale fluiva gran parte del traffico oltremontano verso Milano e Pavia. Ad Arona, l'arduinico Amedeo conte di Seprio, cognato di Corrado, fonda intorno al 979 l'Abbazia dei SS. Salvatore, Gratiniano e Felino dove sono riposte le reliquie dei santi Gratiniano e Felino provenienti da Perugia. Durante la reggenza dell'imperatrice Adelaide, fino al settembre 994, o nell'anno successivo, la contea di Seprio, limitrofa a Stazzona, passa al conte Sigifredo, imparentato con il conte di Pombia, Uberto il Rufo - cognato di Arduino - ovvero a un esponente di quelle famiglie - fautrici di Arduino d'Ivrea - che occupano con la forza i beni patrimoniali di Stazzona e contestano la politica - favorevole all'Imperator Romanorum e sgradita pur in alcuni ambienti germanici - di Corrado Cono e del figlio Ottone.

### Comitato di Lomello
I confini del comitato lomellino furono la Sesia a ovest, il Ticino a est, e una linea che colleghi Sesia e Ticino a nord, passando poco a settentrione di Mortara, ma il territorio comitale si estendeva a sud anche a destra del Po. Alla metà del X secolo risale la creazione della contea di Lomello, ottenuta con la sottrazione di una porzione di territorio dal più antico comitato di Pavia. A Manfredo, figlio del conte Aimone, nel 988, sono confermati i beni patrimoniali nelle curtes di Breme, Ticineto, Genzano, Astelliano (località scomparsa presso l'attuale Valenza Po), Frassineto e altre non identificabili. Altre vaste proprietà detenevano i conti di Lomello, come sopra osservato, nei comitati di Vercelli e Pombia. Le corti lomelline di Pollicino e di Breme erano state donate al monastero della Novalesa dall'anscarico Adalberto I per sfuggire alla minaccia saracena, ma non si hanno altri documenti sui beni anscarici nel comitato all'epoca del nipote Corrado, pur se l'assenza del titolo comitale da parte di Manfredo, figlio del conte Aimone, può fare ipotizzare che l'ufficio pubblico fosse detenuto dal marchese, fra il 970 e il 995.

## Le donazioni di Caresana e Trecate negli anni 987 e 989
I rapporti di Corrado Cono con gli enti ecclesiastici sono parzialmente documentati pur da due avvenimenti: la donazione della corte e castello di Caresana, nel comitato di Vercelli al Capitolo dei canonici di Vercelli - città inserita nella curia di Ivrea - e quella di Trecate, nel comitato di Burgaria, all'arcidiocesi di Milano, retta da Landolfo II da Carcano.
La corte di Caresana superava i mille iugeri, cioè quasi ottocento ettari, e comprendeva un castello con fossato, la cappella dei Santi Simone e Giuda, il porto sul Sesia con relativi diritti commerciali e di pesca, oltre la foresta di Gazzo, le vigne i prati e i coltivi. La storiografia, sfruttando quasi mille istrumenti notarili fra X e XIII secolo, è riuscita a determinare la presenza di muraglie, torri e fossati, del ponte che univa la fortificazione più antica al villaggio, di case e magazzini, stradine, orti e cappelle, interni ed esterni al castello, il quale aveva una cortina di circa cinquecento metri e si collegava immediatamente alla villa, cinta a sua volta di fossati e provvista di porte. In essa era posizionato il piccolo fondo circondato da altra muraglia, in cui dimoravano il gastaldo ed altri agenti e servi, e dove insistevano due mulini e la casa in cui si riponevano i frutti spettanti al signore. Il territorium, sino alla fine del X secolo fu ancora in gran parte incolto, e poi dissodato in molte sue zone in più fasi. Caresana insisteva sulla destra della Sesia, dodici chilometri a sud-est di Vercelli, sette chilometri a nord del Po, e fino al XII secolo il suo territorio si stendeva fino a raggiungere il Po, lungo la destra e la sinistra della Sesia, per quasi quindici chilometri: nelle zone via via di nuovo dissodamento sorsero anche alcune cassine, alcuni sedimina di abitazione talvolta indicati come clausure, mentre le dimore consuete, entro la villa o il castrum, non erano normalmente cinte da siepi o da altro riparo. Molti possidenti furono milites con equos et armas, forse da identificare con il 17-18% della popolazione di origine franca e Legge salica. Il castello di Caresana era sito presso il porto dei traghetti che univano il Vercellese alla Lomellina e alla via per Pavia, interrato l'antico ponte romano di Mantie - a circa due chilometri da Caresana - per il mutamento d'alveo del fiume.
Nell'882 la curtis di Caresana, assieme a Langosco, fu donata da Carlo il Grosso alla Chiesa di Vercelli (sul privilegio grava la possibilità di un'interpolazione avvenuta tra la fine del X e gli inizi dell'XI secolo, di recente ridimensionata da Francesco Panero). Per cautelarsi, i canonici di S. Eusebio di Vercelli si fecero rinnovare la donazione post mortem del marchese Corrado; nel 995 da parte dell'imperatrice Adelaide e nel 996 da parte di Ugo II di Tuscia, quando ancora Corrado era in vita e dunque i canonici, probabilmente nel passaggio di consegne al nuovo marchese, non avevano ancor preso possesso della corte. La donazione dell'imperatrice Adelaide - nipote di Rodolfo I di Borgogna bisnonno di Corrado - del novembre 995, infatti è confermata, su richiesta del vescovo vercellese Pietro, in un placito di Pavia presieduto dal duca e missus imperiale Ottone, forse lo stesso figlio di Corrado, nel successivo aprile, a pochi giorni dalla traslazione a Spoleto del marchese di Ivrea.  Quindi è possibile trovarne la causa e porre le conferme in occasione dell'abbandono della Marca di Ivrea da parte di Corrado (994-995), a cui succedette il nuovo marchese Arduino d'Ivrea, e nell'assunzione all'ufficio di duca di Spoleto, in cui l'anscarico succedette allo stesso Ugo (giugno 996).
La corte di Trecate, comprendente il porto fluviale di Bestagno, è per la prima volta menzionata in un elenco di ville, la cui decima era stata conferita, attorno all’840, dal vescovo novarese Adalgisio al Capitolo di Santa Maria di Novara. All'epoca Trecate non doveva essere sede di pieve, ma il suo territorio rientrava fra le dipendenze della pieve urbana di Novara. Successivamente fu parte dall'immenso patrimonio dell'imperatrice Angelberga, sorella di Suppone II e madre della nonna materna di Corrado; la regina Ermengarda. Nell'anno 877 l'imperatrice redasse il suo testamento lasciando tutti i suoi beni al monastero benedettino femminile di S. Sisto di Piacenza, da lei fondato e sottoposto alla tuitio dall'Arcidiocesi di Milano. La corte di Trecate, nello spirituale dipendente dal vescovo di Novara, era così dominata - almeno indirettamente - dai presuli milanesi da oltre un secolo quando intervenne la donazione patrimoniale dell'anscarico nel 989. Inoltre, S. Sisto all'epoca era sottoposto all'egida della badessa Berta, sorella del marchese d'Ivrea. Le numerose ricche corti regie donate da Angelberga alla sua creatura, ora in mano ai fratelli anscarici, costituivano non solo una opulenta concentrazione di potere economico, ma erano tutte collocate in zone che avevano una grande potenzialità strategica per il controllo delle principali vie di comunicazione dell’Italia centro-settentrionale, ovvero lungo il corso del Po e dei suoi affluenti; quello del Ticino e la Via Francigena, non esclusi i diritti di fiera e alcune saline di Comacchio. La corte di Trecate, sin dai primi decenni del X secolo, registra la presenza, fra i grandi proprietari fondiari, del vescovo e del capitolo di Novara. Insieme a Caresana, Trecate fu donata fin dal 16 marzo 882 dall'imperatore Carlo III il Grosso, al suo arcicancelliere Liutvardo - vescovo di Vercelli dilectus, summus, intimus consiliarius - caduto in disgrazia nell'887 e quindi privato dei beni. Angelberga nel contempo subiva da parte dell'imperatore l'esilio in Germania e la perdita di parte dei beni, che riebbe soltanto dopo la caduta del genero Bosone I di Provenza nell'anno 887.

## La donazione di Ottone-Guglielmo, conte di Borgogna, a Fruttuaria
Il 28 ottobre 1019, da Port-sur-Saône, il nipote di Corrado, Ottone-Guglielmo, conte di Borgogna e Mâcon, dona all'abbazia di S. Benigno di Fruttuaria, i suoi beni inclusi tra le Alpi Pennine, la Dora Baltea e il Po; consistenti nei castelli di Feletto, Bosconero, della Valchiusella, Castagneto Po e Lombardore; le corti di Orco e Curtis Regis, le ville di San Giorgio Canavese, Cuceglio, Macugnano, Ciconio, Lusigliè, Vigolfo, Narsetum, Leurosum, e metà Chivasso; le foreste di Foglizzo, Vauda, Gerulfia, Volpiano, Bedolledum (Bioglio?), Torfa, e Capilulfia. Nonché i diritti irrigui dei fiumi Orco e Malone..
Ottone Guglielmo prima del 1014, quando si pone altra conferma di Enrico II, aveva già ceduto i propri diritti al monastero canavesano: "tutti quei possedimenti e corti che concesse il conte Ottone, detto anche Guglielmo, figlio d'Adalberto, nipote del re Berengario, in un luogo entro i confini della Longobardia, il quale ereditò dai suoi genitori e parenti". Si riferisce alla cessione di corti, al plurale, quindi doveva trattarsi di una cessione simile a quella del 1019, dove sono citate le due grandi corti fiscali di Orco e Cortereggio-Obiano.
L'inclusione nella donazione delle selve di Volpiano e Gerulfia – dove fu edificato il monastero - può far pensare che almeno una parte di questi beni rientrassero inizialmente fra il patrimonio detenuto dall'abate Guglielmo da Volpiano e dai fratelli Goffredo e Nitardo. Anch'essi monaci e fondatori di Fruttuaria, facendovi confluire i propri beni. In questo caso, il conte di Borgogna si limitava a cedere i suoi diritti signorili – dominio diretto - sulle terre tenute in feudo dai da Volpiano – detentori del dominio utile – pur se non è probabile che l'intero asse ereditario del conte di Borgogna risultasse infeudato ai da Volpiano. La vastità della sua donazione, comprendente la parte occidentale del comitato di Ivrea, farebbe pensare a diritti fiscali, sulle corti di Orco e Curtis Regis (Cortereggio e Obiano), patrimonializzati dallo zio, il marchese Corrado, ed ereditati dal nipote Ottone-Guglielmo.
Anselmo da Volpiano, figlio di Roberto ossia dell'unico dei fratelli di Guglielmo a non monacarsi, entrando anch'egli nel monastero canavesano, fece confluire anche i beni ereditati dal padre nel cenobio benedettino: il castello di Verrone (BI), le ville di Volpiano, Maletto, una chiesa in Ivrea, due mansi a Piverone (TO), altri fondi in Cavallirio (NO), Savigliano (CN con cella monastica intorno al 1028), Calpis, Fermadoro, Verzuolo (CN), Corigo (Curino?), Salussola (BI), Cavaglià (BI), San Damiano (Carisio VC) e San Savino di Larizzate (VC).
Enrico II, nell’anno 1005, affidò Fruttuaria in commendatione all’arcivescovo Arnolfo di Milano, ai vescovi Warmondo di Ivrea, Guido di Pavia e Gezone di Torino, al marchese Odelrico Manfredi e ad altre importanti figure temporali. A quest’epoca Guglielmo doveva aver già affidato il monastero all'imperatore, per proteggerlo dalle ingerenze del re-marchese Arduino, il quale nel 1003 aveva sottoposto la corte di Orco e la Valchiusella al canonico eporediese Tedeverto, ma nello stesso 28 gennaio 1005 aveva riconosciuto i beni di Fruttuaria.

## Famiglia e figli
Prima del 987, Corrado sposò Richilde, figlia di Arduino il Glabro della stirpe degli Arduinici, primo signore della marca di Torino. Secondo il Sergi, è possibile identificare il duca Ottone dux et advocatus imperialis che acquista castelli e chiese dal vescovo di Tortona, il 15 gennaio 998, con un figlio di Corrado Cono. Un altro documento - citato dal Muratori nelle stesse pagine - in cui si ritrova Ottone, figlio del duca Corrado Cono, è relativo a un placito da lui presieduto il successivo 19 febbraio 998 in Cremona - affiancato dal venticinquenne Enrico II il Santo, duca di Baviera e Carinzia, futuro imperatore nonché cugino avendo in comune il trisavolo Rodolfo I di Borgogna - nel quale, in qualità di missus imperiale, si pronuncia a favore di Olderico, vescovo di Cremona, al quale venivano contestati alcuni diritti dai suoi cittadini.
Ottone di Corrado d'Ivrea, nei documenti citati a gennaio e febbraio, porta il titolo del padre di duca, ma a dicembre del 998 l'ufficio di duca di Spoleto fu invece affidato dall'imperatore a Ademaro da Capua, figlio del chierico Balsamo, amicissimo d'infanzia e allevato insieme ad Ottone III, il quale intendeva, attraverso il suo operato, recuperare alla fedeltà il principato di Capua e il ducato di Napoli, come avvenne verso la fine del 999. Corrado era deceduto e aveva lasciato il ducato, e le otto contee marchigiane, senza un titolare probabilmente a dicembre del 997, quando l'imperatore - accompagnato dal duca di Baviera, i marchesi di Meißen e di Tuscia, vescovi italiani e transalpini, Odilone di Cluny e Gerberto di Aurillac - aveva attraversato le Alpi per rimettere ordine a Roma e in Italia, e riporre il cugino Gregorio V sul soglio di Pietro, occupato dall'antipapa Giovanni XVI. Il sodalizio tra i cugini, imperatore e papa, era infatti durato poco; Gregorio V fu costretto a rifugiarsi prima a Spoleto, ospite del duca Corrado che tentò con la forza di riprendere Roma, poi in Lombardia dove nel febbraio 997 tenne un sinodo a Pavia, intimando a Roberto II di Francia, cognato del duca di Spoleto, di annullare il ripudio di Rozala d'Ivrea.

## Corrado fra leggende agiografiche e tradizioni popolari
La figura storica del duca Cono di Ivrea, nella quotidianità eporediese, è ancor oggi relativamente attiva; attraverso la festa patronale di san Savino e la fiera equina del 7 luglio. Narra la leggenda che, nell'anno 956, Corrado duca di Spoleto prelevò da una basilica a poche miglia da Spoleto le reliquie del santo vescovo Savino - "portando con sé il corpo del glorioso Martire e Vescovo S. Savino, che aveva collocato in una cassetta con entrovi i documenti, che ne constatavano l'identità" - e le trasportò a Ivrea - governata dal fratello Guido - per proteggere se stesso e la città piemontese dai pericoli di un'epidemia di "peste" allora in atto. Giunto il duca alle porte di Ivrea, le spoglie del santo iniziarono a essere fonte di miracoli e si meritarono così la venerazione da parte degli eporediesi. Iniziò quindi in quell’epoca la devozione della comunità di Ivrea per san Savino patrono principale della città e diocesi, festeggiato - sino al 1749 - il 24 gennaio.

### Lo scenario storico delle leggende
Nel 956 sappiamo che imperversava una epidemia di peste in Germania e Francia, ma non possediamo riferimenti nelle fonti italiche. Peraltro altre epidemie, che potrebbero far da sfondo alla leggenda delle reliquie di s. Savino, si registrano nel 976, ancora nel 983-986 e nel 996-997, quando Corrado fu, rispettivamente, marchese di Ivrea e duca di Spoleto. Per il Settia l'arrivo delle reliquie a Ivrea sarebbe da porre tra il 936-940 - quando Anscario II, zio di Corrado, è duca di Spoleto - e il 959 a seguito della cacciata da Spoleto del duca Tebaldo II di Spoleto, da parte di Adalberto II, fratello di Corrado; "ad Spoletensem seu Camerini marchiam debellandam". In verità si tratta di una tarda e confusa tradizione riferita nell'Ottocento dallo storico Giovanni Benvenuti. Tuttavia l'epidemia del 976 è testimoniata in area franco-tedesca, quindi ravvicinata rispetto alla diocesi di Ivrea, mentre quella del 996-97 sembrerebbe documentata soprattutto in Inghilterra. Negli anni 983-986 si registra una terribile epidemia in tutta Italia: 
(Frari, Della peste, pp. 282-283.)

Nondimeno nell'ultimo decennio del X secolo Rodolfo il Glabro descrive la morte di molti grandi personaggi - fra il 995 e il 996 - in una pandemia di "peste" o "fuoco sacro" - molto probabilmente in realtà vaiolo - che ben si attaglia alla leggenda di Corrado: 
(Rodolfo il Glabro, Les cinq livres de ses Histoires, pp. 40-41.)
Di conseguenza, è più probabile fissare fra il 976 e il 997 l'effettivo accadimento dell'arrivo delle reliquie a Ivrea - in particolare nel 985 unica pandemia documentata espressamente per l'Italia - quando Corrado fu titolare della marca e poi a Spoleto. La prima menzione liturgica di s. Savino in Ivrea, nondimeno, risale alla fine del X secolo, quando il soglio vescovile eporediese fu occupato dalla straordinaria figura del vescovo Warmondo (969/980-1003/1006), rifacitore della cattedrale di S. Maria - dal 980 circa in poi - il quale ripose le spoglie di s. Savino nella relativa cripta, all'interno di una monumentale edicola funeraria romana, insieme a quelle di s. Besso e s. Tegolo, secondo quanto si può evincere dal celeberrimo Sacramentarium Episcopi Warmundi, redatto intorno all'anno 990.
Una precedente relazione storica di s. Savino con la diocesi e Marca di Ivrea potrebbe essere individuata se le spoglie del santo patrono diocesano portate in città da Corrado, forse al tempo del vescovo Warmondo, fossero appartenute, in realtà, a Savino vescovo di Piacenza; il culto del quale, la sepoltura e le reliquie furono sempre comuni a quelle di s. Antonino di Piacenza - altro martire tebeo come Besso e Tegolo -. Il martirio di s. Antonino poté essere ambientato nella Val di Susa. A S. Michele della Chiusa, nel territorio della marca eporediese sino all'anno 941, era venerato s. Antonino ed era sita una chiesa a lui dedicata, ricordata sin dal 1029, donata nel 1043 dai marchesi di Torino ai canonici regolari di Saint-Antonin-Noble-Val poi dipendente dalla Sacra di San Michele. Sulle intime relazioni familiari di Corrado con l'ambiente piacentino, dove furono scoperte le reliquie di s. Antonino dal vescovo Savino, rammentiamo la sorella Berta, badessa di S. Sisto, il cugino Bosone d'Arles, vescovo di Piacenza (940-951), e la cognata Alsinda, nuora di Lanfranco conte di Piacenza (988-1009). Infine Sigifredo, vescovo di Piacenza dal 997 (ma già eletto nel 988 e subito sostituito da Giovanni Filagato), della potente famiglia milanese dei da Besate - vassalli di Caresana e benefattori sia di S. Savino di Piacenza sia di S. Benigno di Fruttuaria - era consanguineo della moglie di Corrado, partecipando alla consacrazione di Fruttuaria, dopo aver rifondato intorno al 1000 il monastero piacentino di S. Savino.
Una crepuscolare memoria della traslazione delle reliquie di s. Savino nella Marca d'Ivrea "al tempo dei Galli imperatori" (franchi?) si ha nell'opera manoscritta Dell’antichità e nobiltà della città di Vercelli e delli fatti occorsi in essa e sua provintia, raccolti da Gio. Batta Modena Bichieri Can.co di essa città l’anno 1617 (Biblioteca del Pontificio Ateneo Salesiano di Torino), in riferimento alla prevostura di S. Savino, dipendente dall'Abbazia di Fruttuaria - strettamente collegata al monastero piacentino di S. Savino - nella pieve di Calliniascum, presso Vercelli. Pur se il riferimento vercellese alle reliquie saviniane non fosse da relazionare direttamente ad Ivrea, denoterebbe la diffusione del culto del vescovo di Piacenza, Savino, nell'area della Marca in epoca alto-medievale. Il fondatore di Fruttuaria, Guglielmo da Volpiano, fu sino al 987 presente a Vercelli e nella vercellese Abbazia di S. Michele Arcangelo di Lucedio, dove appena ventenne svolse le funzioni di scolastico, cellerario e ostiario. Il monastero di S. Savino di Piacenza - e le relative reliquie del santo - non furono un corpo estraneo alla Marca di Ivrea ma costituirono un "punto chiave dello sviluppo del monachesimo riformatore in alta Italia", in relazione a Guglielmo da Volpiano e Fruttuaria, "un progetto dunque, si potrebbe dire, per una società monastica, un progetto che, però, non giunse a compimento [...] nelle forme della vita monastica che avrebbero potuto preparare una costruzione federativa secondo il modello di Cluny".
Di certo, tra i beni donati a Fruttuaria da Anselmo da Volpiano, nipote di Guglielmo, quando entra nel monastero canavesano, si registra la presenza della villa e chiesa di San Savino, che costituirà la futura cella abbaziale, come ricordato dal privilegio del 18 aprile 1055 dell'imperatore Enrico III il Nero.

### Corrado, il beato Pietro da Perugia e il 'miracolo' dei pani gettati ai cani
Un'altra fonte agiografica, la Vita s. Petri abbatis et confessoris, rammenta la vicenda di Corrado nel suo ufficio di duca di Spoleto. Questi, identificato con il Teutonicus comes del testo – il figlio di re Berengario – condannò, nell'esercizio delle sue funzioni, due ladri all'impiccagione: “Colui che era figlio di re, sapeva bene e con coraggio correggere i criminali in tutti gli aspetti, e non lasciò mai vivere i ladroni; ma, quelli che erano stati presi per un tale delitto, li puniva con il supplizio delle forche”. 

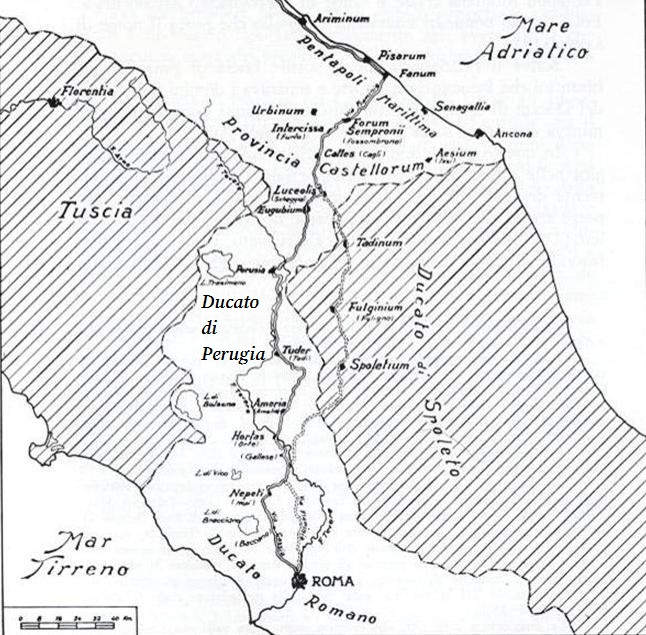
I territori del Corridoio bizantino e la Pentapoli affidati da Ottone III al legato imperiale Corrado d'Ivrea.

Tuttavia, intervenne Pietro, l'abate fondatore di S. Pietro in Calvario di Perugia facendosi affidare, il giorno precedente la prevista esecuzione, i due condannati, offrendo la sua vita se non dovesse restituirli alla giustizia il giorno seguente. Il pio abate cluniacense nondimeno mise in salvo i ladri e l'adirato Corrado, di conseguenza, minacciò di far eseguire su di lui la sentenza capitale. Gli amici dell'abate invitarono il santo a benedire il pane alla mensa del duca, il quale di seguito, forse per mettere alla prova le qualità divine del sant'uomo con un gesto quasi di sfida al Vangelo (Mt 15,21-28), gettò ai propri cani i pani benedetti. Gli animali si avvicinano al cibo ma non lo toccano, iniziando a ululare. Sarebbe questo, secondo il testo agiografico, il motivo per cui il duca avrebbe riconosciuto i divini attributi dell'abate, scagionandolo dalla sentenza di morte. Più probabilmente, una spiegazione all'episodio – se mai avvenne – fu squisitamente politica; la si potrebbe ritrovare in una missiva di Ottone III al cugino Gregorio V, nella quale si raccomandava e poneva sotto la protezione imperiale l'abate Pietro, e si annunciava al papa l'arrivo del prelato alla corte romana scortato dal suo legato, ossia dal duca di Spoleto: "E pertanto commisurando col nostro animo il vostro ingegno, raccomandiamo al vostro apostolato questo abate, Pietro, affinché con ogni diligenza facciate in modo di eseguire quelle cose che da lui e dal nostro ambasciatore [nostro legato ndr] apprenderete, cose utili e giuste a farsi per il suo monastero". Dal punto di vista storico la missiva imperiale, oltre il testo agiografico, sembrano testimoniare che il potere di Corrado Cono si estendesse pur al Ducato di Perugia, ovvero oltre il Ducato di Spoleto e la Pentapoli.

## Ascendenza
|                       |                 |                       | Genitori                 |  |  | Nonni |  |  | Bisnonni   |  |  | Trisnonni         |  |
|                       |                 |                       |                          |  |  |       |  |  | Anscario I |  |  | Amedeo di Langres |  |
|                       |                 |                       |                          |  |  |       |  |  | Anscario I |  |  | Amedeo di Langres |  |
|                       |                 | …                     |                          |  |  |       |  |  | Anscario I |  |  |                   |  |
| Adalberto I d'Ivrea   |                 |                       |                          |  |  |       |  |  | Anscario I |  |  |                   |  |
|                       |                 | …                     | …                        |  |  |       |  |  |            |  |  |                   |  |
|                       |                 | …                     | …                        |  |  |       |  |  |            |  |  |                   |  |
|                       |                 | …                     | …                        |  |  |       |  |  |            |  |  |                   |  |
| Berengario II d'Ivrea |                 | …                     |                          |  |  |       |  |  |            |  |  |                   |  |
|                       |                 | Berengario del Friuli | Eberardo del Friuli      |  |  |       |  |  |            |  |  |                   |  |
|                       |                 | Berengario del Friuli | Eberardo del Friuli      |  |  |       |  |  |            |  |  |                   |  |
|                       |                 | Berengario del Friuli | Gisella                  |  |  |       |  |  |            |  |  |                   |  |
| Gisla del Friuli      |                 | Berengario del Friuli |                          |  |  |       |  |  |            |  |  |                   |  |
|                       |                 | Bertila di Spoleto    | Suppone II               |  |  |       |  |  |            |  |  |                   |  |
|                       |                 | Bertila di Spoleto    | Suppone II               |  |  |       |  |  |            |  |  |                   |  |
|                       |                 | Bertila di Spoleto    | Berta                    |  |  |       |  |  |            |  |  |                   |  |
| Corrado d'Ivrea       |                 | Bertila di Spoleto    |                          |  |  |       |  |  |            |  |  |                   |  |
|                       | Tebaldo d'Arles | Uberto del Vallese    |                          |  |  |       |  |  |            |  |  |                   |  |
|                       | Tebaldo d'Arles | Uberto del Vallese    |                          |  |  |       |  |  |            |  |  |                   |  |
|                       | Tebaldo d'Arles | …                     |                          |  |  |       |  |  |            |  |  |                   |  |
| Bosone d'Arles        | Tebaldo d'Arles |                       |                          |  |  |       |  |  |            |  |  |                   |  |
|                       |                 | Berta di Lotaringia   | Lotario II di Lotaringia |  |  |       |  |  |            |  |  |                   |  |
|                       |                 | Berta di Lotaringia   | Lotario II di Lotaringia |  |  |       |  |  |            |  |  |                   |  |
|                       |                 | Berta di Lotaringia   | Waldrada di Wormsgau     |  |  |       |  |  |            |  |  |                   |  |
| Willa III d'Arles     |                 | Berta di Lotaringia   |                          |  |  |       |  |  |            |  |  |                   |  |
|                       |                 | Rodolfo I di Borgogna | Corrado II di Borgogna   |  |  |       |  |  |            |  |  |                   |  |
|                       |                 | Rodolfo I di Borgogna | Corrado II di Borgogna   |  |  |       |  |  |            |  |  |                   |  |
|                       |                 | Rodolfo I di Borgogna | Waldrada                 |  |  |       |  |  |            |  |  |                   |  |
| Willa II di Borgogna  |                 | Rodolfo I di Borgogna |                          |  |  |       |  |  |            |  |  |                   |  |
|                       |                 | Willa di Provenza     | Bosone I di Provenza     |  |  |       |  |  |            |  |  |                   |  |
|                       |                 | Willa di Provenza     | Bosone I di Provenza     |  |  |       |  |  |            |  |  |                   |  |
|                       |                 | Willa di Provenza     | …                        |  |  |       |  |  |            |  |  |                   |  |
|                       |                 | Willa di Provenza     |                          |  |  |       |  |  |            |  |  |                   |  |